# تحديد (واجهة مستخدم)

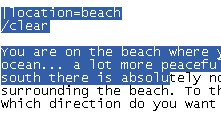
اختيار نص

في علم الحاسوب، الاختيار (بالإنجليزية: Selection)‏ هو إضافة المستخدم لمادة إلى مجموعة مواد، بغية العمل عليها جميعا، باستخدام الفأرة ونحوها.